# Johan Leonard von Gröninger
Johan Leonard von Gröninger, född 16 december 1724, död 21 april 1813 på  Stora Bjällerup, Bjällerups socken, Malmöhus län, var en svensk militär och jägmästare.

## Biografi
von Gröninger var son till överstelöjtnanten Casper Fredrik von Gröninger och dennes hustru Anna Margareta Ribbing. Redan som 16-åring skrevs han in som konstapel vid artilleriet år 1740, men den 21 september 1743 utnämndes han till fänrik i Hamiltonska regementet och avancerade den 16 december 1746 till adjutant vid regementet. Dryga fyra månader senare, den 25 april 1747, befordrades han till löjtnant.
1749 satte Mauritz Posse upp ett värvat regemente i Stralsund som fick namnet Posseska regementet och von Gröninger utnämndes den 21 mars samma år till kapten vid detta regemente. Därefter är mycket lite känt om von Gröningers fortsatta militära bana, förutom att han den 23 januari 1761 utnämndes till riddare av Svärdsorden. Detta kan ha skett för insatser under det Pommerska kriget.
Den 15 december 1757 tog von Gröninger upp en befattning inom Skogsstaten och utnämndes till överjägmästare för Malmöhus län, en befattning som från den 11 mars 1760 även innefattade Kristianstads län. Han fick även titeln hovjägmästare den 2 juli 1759. Den 29 mars 1770 bytte han tjänst och blev istället överjägmästare i Kronobergs län en befattning han behöll till dess att han erhöll avsked den 31 maj 1774. Vid detta tillfälle fick han titeln krigsråd, som han behöll livet ut. Johan Leonard von Gröninger avled på sin gård i Stora Bjällerup den 21 april 1813.

### Familj
von Groningen gifte sig i oktober 1759 med Lovisa Charlotta Sofia Hegardt (1736–1811) som var dotter till politieborgmästaren i Malmö Josias Hegardt. Han fick med henne fyra barn, av vilka två söner nådde vuxen ålder.

## Bilder

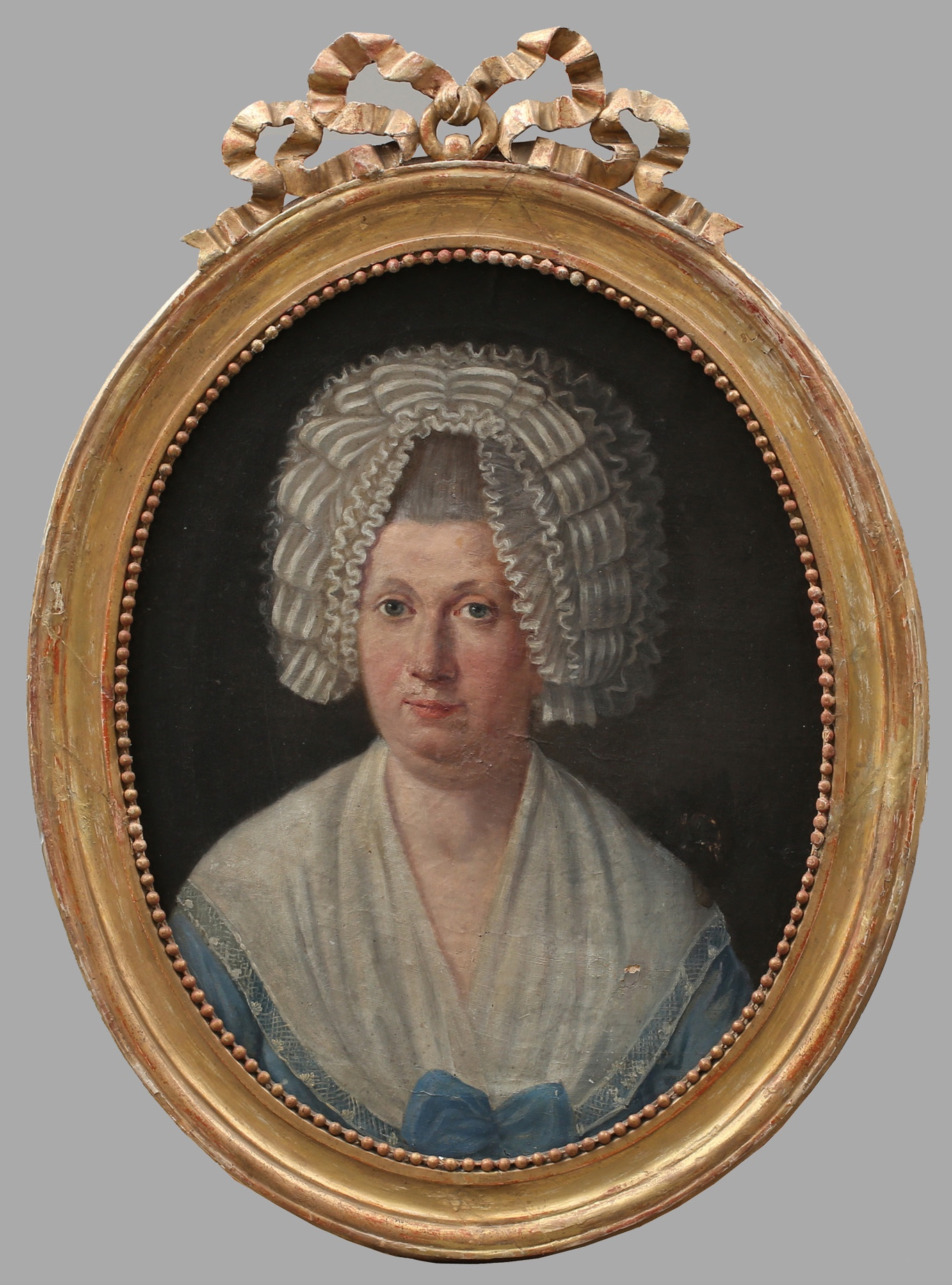
von Gröningers fru Lovisa Charlotta Sofia Hegardt, avporträtterad på 1790-talet av okänd konstnär.

## Utmärkelser
- Riddare av Svärdsorden - 23 januari 1761